# اعتصاب ۱۳۹۷ کامیون‌داران
اعتصاب سراسری کامیون‌داران در ایران از روز اول خرداد ۱۳۹۷ در ۱۶۰ شهر از ۲۵ استان ایران، آغاز شد. این اعتصاب به صورت روزانه ادامه داشته است. این اعتصاب در روز سه‌شنبه اول خرداد در دست‌کم ۷ استان با خودداری کامیون‌داران از حمل بار آغاز شد و گسترش یافت که در ادامه و استمرار اعتصاب کامیون‌های تانکر، سبب اختلال در توزیع بنزین و گازوئیل شده و چندین جایگاه سوخت بنزین در سراسر ایران از مدار سوخت‌رسانی خارج شدند. برخی از رانندگان با نصب پلاکاردهای بزرگ در جلو کامیون خود به «گران شدن عوارض و لوازم یدکی» در عین «ثابت ماندن کرایه بار» اعتراض کرده‌اند. این اعتصاب در روز چهارم بسیاری از شهرهای کوچک و بزرگ ایران را دربرگرفت. روز دوشنبه ۷ خرداد ۱۳۹۷ پایانه بار تهران به اعتصاب پیوست، اعتصاب سراسری کامیون‌داران در روز پنجم با پیوستن گروهی از رانندگان اتوبوس‌های شهری به این اعتصاب سراسری ادامه پیدا کرد.
موج دوم اعتصاب سراسری کامیون‌داران از روز اول مهر ۱۳۹۷ آغاز شد و به مرور بیش از ۳۰ استان ایران و ۲۳۶ شهر را دربرگرفت. دور دوم از اعتصابات با توجه به حل نشدن مسائل مطروحه در دور اول اعتصاب کامیون‌داران در خرداد ماه و عدم تغییر وضعیت رانندگان صورت گرفت. این دور از اعتصابات با برخوردهای امنیتی و قضایی و دستگیری عده ای از رانندگان معترض همراه بود.
این اعتصاب‌های سراسری حمایت‌هایی را توسط فدراسیون‌های جهانی و منطقه ای کارگران به دنبال داشته است.

## شرح اعتصاب
- از روز سه‌شنبه اول خرداد ۱۳۹۷ در استان‌های قزوین، لرستان، آذربایجان شرقی، مازندران و چند استان دیگر اعتصاب کامیون‌داران با خودداری آن‌ها از حمل بار آغاز و سپس گسترش یافته است. با پیوستن کامیون‌های تانکر به این اعتصاب چندین جایگاه سوخت بنزین از مدار سوخت رسانی خارج شدند و کمبود گازوئیل در تهران و کمبود بنزین به ویژه در اراک، شیراز و چند شهر دیگر استان فارس سبب شد تا صف‌های دراز خودروها در برابر جایگاه‌های توزیع سوخت در این شهرها تشکیل شود.
- روز چهارشنبه دوم خرداد ۱۳۹۷ اعتصاب گسترده کامیون‌داران ادامه داشت و برخی رانندگان با نصب پلاکاردهای بزرگ در جلو کامیون خود به «گران شدن عوارض و لوازم یدکی» در عین «ثابت ماندن کرایه بار» اعتراض کرده‌اند.[۸][۹][۱۰][۱۱][۱۲][۱۳]
- کامیون‌داران مشکان نی‌ریز و خرامه در جاده‌ها اقدام به اعتصاب کردند.
- در پاسارگاد دست‌کم ۴۰ نفر از کامیون‌داران مقابل فرمانداری تجمع کرده‌اند.
- اعتراض رانندگان و کامیون‌داران در استان فارس نیز فراگیر بوده است، در شهرستان کوار فارس کامیون‌داران  کامیون خود را در منازل پارک کرده‌اند، این حرکت جمعی در دیگر مناطق استان ادامه دارد.[۱۱][۱۲]
- روز جمعه ۴ خرداد ۱۳۹۷ اعتصاب سراسری کامیون‌داران ادامه داشت و وارد چهارمین روز خود شد که بسیاری از شهرهای کوچک و بزرگ ایران را دربرگرفت. در بسیاری از شهرهای استان‌های تهران، فارس، اصفهان، خوزستان، قزوین، همدان، مازندران، گلستان، خراسان جنوبی و یزد صف‌های طویل خودروها در مقابل جایگاه‌های سوخت که قادر به پاسخگویی مراجعات مردم نیستند وجود دارد. در این روز در شیراز رانندگان مینی‌بوس نیز به این اعتصاب سراسری ملحق شدند. براساس اخبار منتشر شده دولت ایران برای شکستن این اعتصاب درصدد استفاده از تانکرهای سوخت سپاه و ارتش است که در ویدئوهایی که در شبکه‌های اجتماعی گذاشته شده دیده می‌شود که کامیون‌داران اعتصابی توانسته‌اند مانع حرکت این تانکرها که با اسکورت نیروی انتظامی هستند شده و آن‌ها را متوقف کنند.[۳]
- در روز شنبه ۵ خرداد ۱۳۹۷ این اعتصاب سراسری همچنان ادامه داشت و گروهی از رانندگان اتوبوس‌های شهری در رباط کریم تهران به این اعتصاب پیوستند و به نشانه اعتراض به پایین بودن دستمزد، دست از کار کشیده و بدون مسافر حرکت می‌کنند.
- در پنجمین روز، اعتصاب رانندگان و کامیون‌داران در شهرهای مختلف ادامه داشت: شهرهای استان فارس، قزوین، نجف‌آباد، قائن، کنگاور، بوکان، شهرکرد، بشرویه، فردوس، همدان، هرمزگان، آزادشهر، جاده‌کنار، کوهدشت، یزد، اصفهان، مشهد، گرمه، کوار، قم، شاهرود، سمنان، نوشهر، تربت‌جام، تربت‌حیدریه، دهگلان، زرند کرمان، گناباد، سنندج، بندرعباس، مبارکه اصفهان، اراک و چندین شهر دیگر و همچنان در بعضی از این شهرها صف خودروها در مقابل جایگاه‌های سوخت و بنزین وجود دارد.[۵]
- در روز دوشنبه ۷ خرداد ۱۳۹۷ این اعتصاب سراسری با پیوستن غرفه‌داران شرکت‌های حمل و نقل در پایانه بار تهران به اعتصاب سراسری کامیون‌داران وارد هفتمین روز خود شد. این اعتصاب همچنان دست کم در شهرهای شیراز، کنگاور و شهرهای مختلف استان قزوین ادامه دارد.[۴]
- در روز سه‌شنبه و چهارشنبه۸ و ۹ خرداد این اعتصاب سراسری در بسیاری از شهرهای کشور از جمله: ایذه، ساوه، بوشهر، آمل، سبزوار، الیگودرز، کرمانشاه، خوی و همچنین در استان خراسان شمالی ادامه داشت. در صالح‌آباد استان همدان کامیون‌داران با شعارهای تند به کامیون‌هایی که با اسکورت نیروی انتظامی حرکت می‌کردند، اعتراض کردند. همین‌طور کامیون‌داران در مشهد با تخلیه بار خود که مصالح ساختمانی است به صف اعتصاب‌کنندگان پیوستند.[۱۴]

## حمایت‌ها
- فدراسیون جهانی حمل و نقل که نماینده بیش از ۱۹ میلیون کارگر صنعت حمل و نقل از ۱۴۰ کشور جهان است، از اعتصاب کامیون داران ایران حمایت کرد. این فدراسیون در بیانه‌اش اعلام کرد که با رانندگان کامیون در ایران همبستگی کامل دارد. نوئل کوآرد، ریاست بخش حمل و نقل زمینی این فدراسیون، گفت: «رانندگان کامیون همراه با اغلب ایرانیان از اثرات تورم و افزایش قیمت‌ها رنج می‌برند و درآمد کافی برای اداره زندگی‌شان را ندارند.»[۲]
- اتحادیه بین‌المللی رانندگان کامیون‌های باری آمریکای شمالی از کامیون داران اعتصابی ایران حمایت کرد. این اتحادیه که نماینده یک میلیون و ۴۰۰ هزار راننده کامیون‌های باربری در ایالات متحده و کانادا است با ارسال نامه‌ای خطاب به دفتر حفاظت منافع ایران در آمریکا، نوشته است که با برادران و خواهران اعتصابی خود در ایران ابراز همبستگی می‌کند.[۲][۱۵]
- گروهی از رانندگان ایالت ویرجینیا در آمریکا از اعتصاب کامیون داران و رانندگان در ایران حمایت کردند.[۲]
- سید علیرضا عبادی امام جمعه بیرجند در دیدار فرماندهان نظامی، اعتراض و اعتصاب کامیون‌داران را به حق دانست.[۱۶]

## علت
علت اعتصاب سراسری کامیون‌داران ثابت بودن کرایه‌ها طی چند سال گذشته، نیاز به الگوی محاسبه قانونی کرایه‌ها (منطق رفتار هزینه‌ها بر حسب تن کیلومتر)، افزایش قیمت بیمه‌ها، عوارض اتوبان‌ها، کمیسیون بالای باربری‌ها، هزینه بالای تعمیرات و قیمت بالای لوازم یدکی خودروها می‌باشد.
از دیگر دلایل اعتراضات کامیون‌داران، کمبود کرایه، کاهش سهمیه سوخت و گران شدن لوازم خودرو مثل لاستیک و روغن اعلام شده است و خواست آن‌ها محاسبه کرایه بر پایه تن کیلومتر، افزایش حقوق بازنشستگی و سختی کار، کسر حق پرداختی بیمه رانندگان، حذف دلالان و واسطه‌ها از پایانه‌ها و باربری‌ها، نظارت بر برخوردهای غلط و سلیقه‌ای مأموران راهنمایی و رانندگی و مجازات مأموران و افسران رشوه‌گیر می‌باشد.

## موج دوم اعتصاب
موج دوم اعتصاب کامیون‌داران ایران پس از آنکه به مطالباتشان در اعتصاب خرداد ۱۳۹۷ نرسیدند، از روز اول مهر ۱۳۹۷ آغاز شد و به مرور بیش از ۳۰ استان ایران و ۲۳۶ شهر را دربرگرفت، از جمله در بندرعباس، اردبیل، اهواز، قزوین، شهرضا، بروجرد، اصفهان و ارومیه کامیون‌داران اعتصاب‌کننده از حمل بار خودداری کردند و روز چهارشنبه ۴ مهر، در شهرهای تهران، اصفهان، کرمانشاه، سبزوار، یزد، دیواندره، نجف آباد، نیشابور، قزوین، اردبیل، اهواز، شوش، زنجان، زرین‌شهر، تبریز و سیرجان به اعتصاب پیوستند. رانندگان کامیون‌ها، کمبود کرایه، کاهش سهمیه سوخت و گران شدن لوازم خودرو مثل لاستیک را از جمله دلایل این اعتصاب‌ها اعلام می‌کنند. بالا رفتن قیمت ارز در بازار ایران در گران شدن قیمت لاستیک مؤثر بوده است.
با گذشت هفت روز از اعتصاب رانندگان، تأمین برخی محصولات در بازار از جمله سیب زمینی و گوجه فرنگی با مشکل رو به رو شد و قیمت آن‌ها به شدت افزایش یافت.
در روز پنجم اعتصاب کامیون‌داران، به منظور پایان بخشیدن به اعتصاب، پیامکی تهدیدآمیز برای رانندگان ارسال و تلویحاً تهدید شدند در صورت عدم بارگیری، سهمیه سوخت آنان قطع خواهدشد. در این پیامک اعلام شده: براساس مصوبه شورای امنیت و نیز شرکت ملی پخش فراورده‌های نفتی، برای جلوگیری از قاچاق سوخت، سهمیه سوخت رانندگانی که پس از گذشت ۷۲ ساعت از سوخت‌گیری نسبت به دریافت بارنامه یا صورت وضعیت اقدام نکنند، قطع خواهد شد.
در روز هفت مهر ۱۳۹۷، سازمان راهداری اقدام به توزیع لاستیک با قیمت دولتی در پایانه بندرعباس، مهم‌ترین پایانه ترانزیتی کشور، در بین رانندگانی که دارای بارنامه هستند کرد تا از خشم رانندگان بکاهد و به اعتصاب پایان دهد.
در موج دوم اعتصاب کامیون‌داران ایران، بیش از ۲۵۶ نفر دستگیر شدند. دستگیرشدگان از جمله ۳۵ نفر در استان فارس، ۱۵ نفر در استان قزوین، ۱۳ نفر در استان اصفهان، ۷ نفر در استان البرز، ۳ نفر در استان تهران و ۱۰ نفر در استان کرمانشاه بودند.

### حمایت‌ها از موج دوم اعتصاب
- فدراسیون بین‌المللی کارگران حمل و نقل (ITF) که نماینده بیش از ۱۹ میلیون کارگر صنعت حمل و نقل از ۱۴۰ کشور جهان است، بار دیگر در ۱۰ مهر ۱۳۹۷ از اعتصاب کامیون داران ایران در مهر ماه حمایت کرد.[۲۹] این فدراسیون همزمان با دستگیری ۱۸۰ نفر در ارتباط با اعتصاب کامیون‌داران طی بیانیه‌ای نگرانی عمیق خود را از بازداشت و دستگیری‌ها اعلام کرده است. رئیس بخش حمل و نقل زمینی فدراسیون جهانی کارگران حمل و نقل، نوئل کورد، حمایت فدراسیون و تمامی اعضای آن از مبارزه کامیون‌داران برای دفاع از حقوق صنفی‌شان را اعلام و نگرانی خود را از تهدیدهای مقامات قضایی به‌شدت ابراز داشت.[۳۰]
- اتحادیه حمل و نقل آمریکا و کانادا، همبستگی خود را از اعتصاب کامیون‌داران در بیش از ۲۹۰ شهر و ۳۱ استان ایران ابراز داشت و نگرانی خود را از وضعیت کامیون‌داران در ایران و به رسمیت نشناختن کامیون‌داران از تشکیل اتحادیه‌های صنفی توسط حکومت ایران طی نامه‌ای به دفتر حفاظت منافع ایران در آن کشور اعلام کرد. این اتحادیه خواهان به رسمیت شناختن حقوق بین‌المللی آن‌ها در زمینه تشکل‌یابی، تجمع و آزادی بیان از طرف حکومت ایران شد.[۳۰]
- ۱۵۳ نماینده مجلس در نامه ای به رئیس‌جمهور، خواستار حمایت جدی دولت از کامیون‌داران شدند.[۳۱]
- سندیکای رانندگان دانمارک که دارای ۵۰ هزار عضو است، در بیانیه ای حمایت خود را از اعتصاب کامیون‌داران در ایران ابراز و با آن‌ها اعلام همبستگی کرد.[۳۲]
- استیو کاتن، دبیرکل فدراسیون جهانی کارگران حمل و نقل(ITF)، در بیانیه ای از مقامات جمهوری اسلامی خواست که خواسته‌های کامیون‌داران را بشنوند. وی تهدید مقامات قضائی ایران از جمله سرپرست دادستان قزوین که گفته بود: «ما اشد مجازات را برای آنان تقاضا خواهیم کرد و اگر محاربه آنها محرز شود احکام سنگینی همچون اعدام در انتظار آنها خواهد بود.» را «غیرقابل تصور»، «غیرانسانی» و «غیر منصفانه» خواند و خواستار مداخله سازمان بین‌المللی کار در این باره شد. وی تأکید کرد که این موضوع راه حل اقتصادی دارد، و با تهدید به اعدام قابل حل نیست.[۳۳]

اتحادیه‌های کارگری با ارسال نامه ای خطاب به علی خامنه ای خواستار آزادسازی کامیون‌های بازداشت شده در ایران شدند.
این نامه به نمایندگی از بیش از ۲۰۰ میلیون کارگر در فدراسیون بین‌المللی حمل و نقل (ITF)، آموزش بین‌المللی (EI)، اتحادیه جهانی IdustriALL، اتحادیه بین‌المللی کشاورزی مواد غذایی، هتل، رستوران، پذیرایی، دخانیات و اتحادیه کارگران اتحاد (IUF) و کنفدراسیون اتحادیه‌های کارگری بین‌المللی (ITUC) نگرانی عمیق خود را نسبت به صدور حکم اعدام برای کامیون داران معترض ابراز داشتند.

## نا امنی در جاده‌ها
در طول اعتصاب کامیون‌داران، حملات و آسیب‌هایی نسبت به کامیون‌هایی که اقدام به بارگیری می‌کردند صورت گرفت
در برخی جاده‌ها، برای جلوگیری از حمله به کامیون‌ها، نیروی انتظامی مستقر شد و کامیون‌های حامل بار با اسکورت نیروی انتظامی به مسیر خود ادامه دادند.
دادستان کل کشور و دادستان‌ها و ائمه جمعه سایر شهرها، کسانی را که اقدام به سنگ پراکنی و تهدید سایر رانندگان می‌کنند و مانع حمل بار می‌شوند را مفسد فی الارض دانسته و اعلام کردند، حکم آن‌ها محاربه است

## موافقت با درخواست کامیون‌داران
در روز ۲۱ مهر ۱۳۹۷ سرانجام پس از کش و قوس‌های فراوان، دولت با یکی از مهم‌ترین درخواست‌های کامیون‌داران موافقت کرد و در دویست‌ونهمین نشست شورای‌عالی هماهنگی ترابری کشور، محاسبه کرایه بر پایه تن-کیلومتر تصویب شد.